# Halestorm
Halestorm este o formație rock americană din Red Lion, Pennsylvania  , câștigătoare a unui Premiu Grammy. Trupa a lansat albumul de debut intitulat Halestorm în 28 aprilie 2009 prin intermediul casei de discuri Atlantic Records. Al doilea album, The Strange Case Of..., a fost lansat în 10 aprilie 2012. Cântecul Love Bites (So Do I) de pe acest album a adus trupei primul său Premiu Grammy pentru "Best Hard Rock/Metal Performance" la 10 februarie 2013.  

## Istoric
Frații Arejay și Elizabeth "Lzzy" Hale au început să compună și să cânte melodii încă din 1997, când ei aveau 10, respectiv 13 ani. Lzzy a studiat pianul de la vârsta de 5 ani; mai târziu a progresat la orgă, iar Arejay la baterie. Lzzy a luat lecții la chitară de la 16 ani.  
Debutul celor doi în muzică a fost o casetă audio, intitulată Forecast for the Future, care conținea 6 cântece. Caseta a fost realizată în 1998; Lzzy a fost solistă și a cântat la orgă, iar Arejey a cântat la baterie, fiind, de asemenea, backing-vocalist. Pe coperta carcasei se afla o poză cu cei doi frați, deasupra căreia se afla numele pe care aceștia și l-au ales pentru trupa lor: Halestorm. Tot pe coperta era precizat faptul că părinții celor doi au contribuit la realizarea melodiilor, tatăl lor cântând la chitară bas, iar mama lor fiind backing-vocalist. 
În 11 decembrie, adolescenții au lansat primul lor album scurt (EP), intitulat  (Don't Mess With the) Time Man. Cei doi, împreună cu tatăl lor, Roger Hale, încep să cânte la cafenelele din împrejurimi, dorind să se facă cunoscuți. Ei își descriu muzica ca fiind "rock clasic" cu un "mesaj sănătos pentru adolescenții americani". Mama adolescenților, Beth Hale, se împlică și ea în activitatea celor doi, devenind mangerul lor.  
În 12 februarie 1999, Halestorm a cântat la Millennium Music Conference, iar în 17 septembrie, trupa a semnat un contract de management cu Worldview Entertainment.  
Tatăl celor doi a rămas în trupă până în 2004, când Josh Smith s-a alăturat grupului. Joe Hottinger a devenit membru Halestorm în 2003. 
Trupa a semnat un contract cu Atlantic Records în 28 iunie 2005 și a realizat un album (EP) live scurt:  One and Done . Acesta include prima versiune a melodiei It's Not You, versiunea cea mai cunoscută a piesei fiind cea de pe primul lor album de studio intitulat  Halestorm. Piesa I Get Off este considerată ca fiind cea mai bună melodie de pe primului lor album de studio al trupei, el câștigând locul 1 la un radio de heavy metal. Atât melodia, cât și videoclipul pentru I Get Off  și cel de-al doilea lor single, It's Not You, au fost lansate la sfârșitul anului 2009. Videoclipurile pentru melodiile Love/Hate Heartbreak și Familiar Taste of Poison au fost realizate în 2010. 
Trupa Halestorm este cunoscută și pentru concertele aproape zilnice (în jur de 250 într-un an). Din 2006 Halestorm a avut și spectacole împreună cu multe trupe de hard rock și heavy metal, inclusiv cu Chevelle, Seether, Staind, Papa Roach, Trapt, Three Days Grace, Theory of a Deadman, Buckcherry, Disturbed, Shinedown, Avenged Sevenfold, Stone Sour, Hellyeah, Heaven & Hell, Evanescence și Bullet for my Valentine. În octombrie 2010 formația a călătorit spre Japonia pentru a participa la Festivalul Loud Park. Mai târziu, trupa a participat și la Taste of Chaos Tour.
La 16 noiembrie 2010, Halestorm a lansat un CD/DVD live intitulat  Live in Philly 2012 , care a fost înregistrat la "The TLA". La 22 martie 2011 Halestorm a lansat un EP intitulat  ReAniMate: The CoVeRs eP , care conține cover-uri ale unor melodii din diferite genuri muzicale, printre care "Out Ta Get Me" - Guns N' Roses, "Bad Romance" - Lady Gaga și "I Want You (She's So Heavy)" - The Beatles.
La 24 ianuarie 2012, Halestorm a lansat EP-ul  Hello, It's Mz. Hyde, o previzualizare de patru piese pentru viitorul lor album de studio. Al doilea lor album,  The Strange Case Of... , a fost lansat pe 10 aprilie 2012 în SUA, 9 aprilie în Marea Britanie și 17 aprilie în Italia. În luna mai 2012, Halestorm a făcut istorie devenind prima trupa cu voce feminină din topul clasamentului Active rock cu piesa lor Love Bites (So Do I). În aceeași lună, Gibson Guitars a creat o serie de chitare cu semnătură pentru Lzzy Hale. La data de 29 octombrie 2012 membrii trupei au anunțat că vor spriji trupa Bullet for my Valentine în turneul lor din Marea Britanie în martie 2013.
În aprilie 2013, Halestorm a ajuns în topul clasamentului Mainstream Hot Rock Tracks al Billboard pentru prima dată cu single-ul Freak Like Me. La data de 6 august 2013, trupa a avut premiera videoclipului pentru Here's to Us. Alte melodii de pe cel de-al doilea lor album pentru care a fost creat un videoclip de-a lungul timpului sunt Love Bites (So Do I), I Miss the Misery, Freak Like Me și cel mai nou, Mz. Hzde. 
La 15 octobrie 2013, Halestorm a lansat al doilea EP cu cover-uri, ReAniMate 2.0: The CoVeRs eP. 
La 17 martie, a apărut un nou cover al trupei, Straight Through the Heart, aflat pe albumul Ronnie James Dio This Is Your Life, fiecare cover de pe acesta fiind interperetat de o altă trupă sau alt artist. Abumul este un tribut adus lui Ronnie James Dio. 

Logo

## Nominalizarea Grammy
La data de 05 decembrie 2012, în timpul unui spectacol la Teatrul Majestic din Madison, Wisconsin, înainte ca Lzzy să înceapă să cânte la pian balada Break In, chitaristul Joe Hottinger a alergat la ea pe scena și i-a spus că piesa Love Bites (So Do I) a fost nominalizată pentru un premiu Grammy în Categoria "Best Hard Rock / Metal Performance". Toboșarul Arejay Hale a întrebat la microfon ce s-a întâmplat, iar apoi Lzzy, sora lui, a răspuns către public că tocmai au fost nominalizați pentru un premiu Grammy. Mulțimea a izbucnit în sărbătoare. Întregul eveniment a fost înregistrat de un fan și postat pe YouTube. La data de 10 februarie 2013 Halestorm a câștigat premiul, devenind prima trupa cu voce feminină care să fie atât nominalizată, cât și câștigătoare în această categorie.

## Apariții
În octombrie 2006, Halestorm a apărut pe coverta Revistei Origivation și de trei ori pe coperta Revistei Pennsylvania Musician (August 1999, Martie 2000 și Februarie 2003). Lzzy Hale, solista trupei, a apărut pe coperta Revistei Revolver împreună cu Grace Perry din trupa Landmine Marathon în ediția din decembrie 2009, însă și în septembrie 2012, singură, având și un articol în care vorbește despre începurile sale și despre trupa Halestorm. 
Lzzy și-a "împrumutat" calitațiile vocale pentru o versiune nouă a melodiei Shed some light pe care a cântat-o împreună cu trupa Shinedown. Versiunea nouă a fost auzită live, însă a apărut apoi și ca versiune de studio. Mai târziu, Halestorm a făcut un cover al acestei melodii, avându-l ca invitat pe solistul trupei Shinedown, Brent Smith. O altă colaborare cu trupa Shinedown a fost melodia Breaking Inside, în care Lzzy a cântat împreună cu Shinedown. În septembrie 2007, Halestorm a apărut la The Tonight Show with Jay Leno, iar în iulie 2010, la Late Night with Jimmy Fallon, unde a cântat Familiar Taste of Poison. 
Lzzy a apărut, de asemenea, în albumul Between the Devil and the Deep Blue Sea al trupei Black Stone Cherry din 2011, unde a fost backing vocalist în două melodii, și în albumul Omertá din 2012 al trupei Adrenaline Mob, unde a cântat în cover-ul trupei pentru melodia lui Duran Duran, Come Undone.
În 21 februarie 2012, Lea Michele a interpretat piesa Here's to Us a trupei Halestorm într-un episodul al serialului Glee. 
Lzzy a fost invitată la hardDrive XL with Lou Brutu, o emisiune a unui post de radio, unde ascultătorii au putut să îi pună întrebări. De asemenea, Lzzy a apărut în episodul Owner Ousted al emisiunii Bar Rescue (SpikeTV), care a prezentată deschiderea Ohio bar la care Lzzy a fost invitată.  
Arejay Hale a fost prezentat în numărul din iunie 2010 al Revistei Modern Drummer. De asemenea, Arejey a căștigat în mai 2013 premiul Golden Gods pentru "Cel mai bun toboșar" (The 2013 Revolver Golden Gods: Best Drummer), motiv pentru care trupa a cântat 3 piese la decernarea premiilor, una împreună cu solistul trupei Device.  
În 29 ianuarie 2013, Halestorm a fost prezentă în emisiunea Jimmy Kimmel Live!. În 22 februarie 2013, Lzzy a cântat cântecul trupei Guns N' Roses, Out Ta Get Me, la Bandit Rock Awards în Stockholm, Suedia. Tot în 2013, Lzzy a înregistrat un cover al melodiei Close My Eyes Forever împreună cu trupa Device și a interpretat în mai multe rânduri împreună cu Bullet for my Valentine melodia Dirty Little Secret. 
Lzzy a colaborat în 2014 cu violonista Lindsey Stirling pentru realizarea primei melodii cu voce a violonistei, Shatter Me, de pe albumul cu același nume.

## Membrii trupei
- Lzzy Hale - voce, chitară, orgă  (1998–prezent)
- Arejay Hale - baterie, percuție, backing vocals  (1998–prezent)
- Joe Hottinger - chitară, backing vocals  (2003–prezent)
- Josh Smith - chitară bas, backing vocals  (2004–prezent)

Foștii membri:

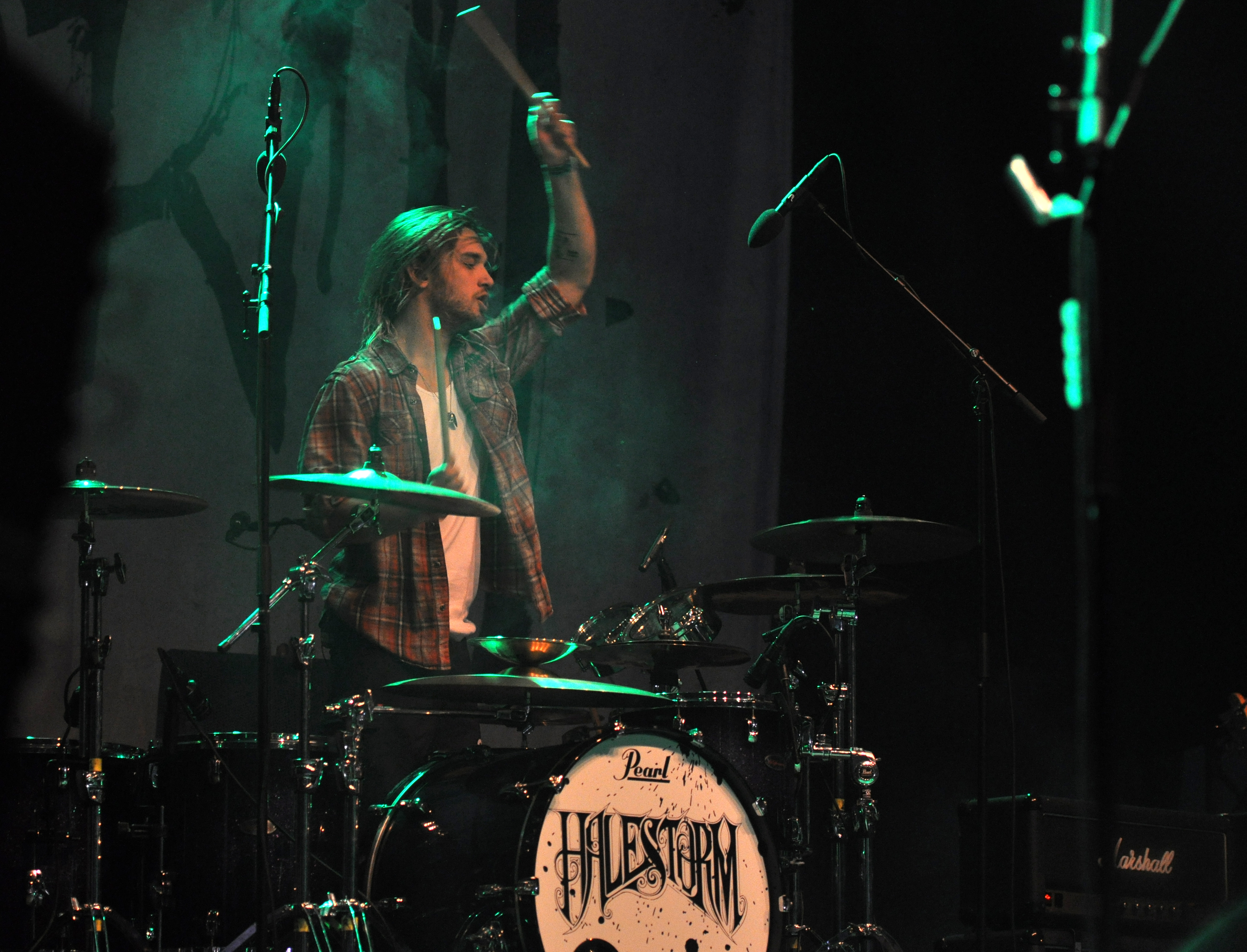
Arejey Hale, baterie

- Roger Hale - chitară bas, backing vocals  (1998-2003)
- Dave Hartley - chitară bas, backing vocals  (2003)

## Discografie
Albume de Studio
- Halestorm (2009)
- The Strange Case Of... (2012)
- Into The Wild Life (2015)
- Vicious (2018)
- Back from the Dead (2022)

Alte întregistrări (EP-uri)
- (Don't Mess with the) Time Man (1999)
- Breaking the Silence (2001)
- Demo (2003)
- One and Done (2006)
- ReAniMate: The CoVeRs eP (2011)
- Hello, It's Mz. Hyde (2012)
- ReAniMate 2.0: The CoVeRs eP (2013)
- ReAniMate 3.0: The CoVeRs eP (2017)

Albume live
- Live in Philly 2010 (2010)
- In the Live Room (2012)
- Into The Wild Live: Chicago (2016)

### Halestorm
Primul album, "Halestorm", a fost produs de Howard Benson, care a colaborat cu multe trupe cunoscute. Albumul a ocupat locul 40 în clasamentul Billboard 200. Primul sigle, I Get Off, a fost mult timp ascultat. Melodia a ocupat locul 17 în clasmentul Billboard pentru melodiile rock. Cântecul Innocence a fost scris împreună cu ex-membrul Evanescence, Ben Moody.
Single-uri de pe album:
- I Get Off

Lansat: 2009
- It's Not You

Lansat: 2009
- Familiar Taste of Poison

Lansat: 2010
- Bet U Wish U Had Me Back

Lansat: 2010

Melodiile albumului: 
| Nr.             | Titlu                      | Autor(i)                                                          | Lungime |  |
| 1.              | „It's Not You”             | Howard Benson, Lzzy Hale, David Ivory                             | 2:55    |  |
| 2.              | „I Get Off”                | Howard Benson, Dana Calitri, Lzzy Hale, Nina Ossoff, Kathy Sommer | 3:04    |  |
| 3.              | „Bet U Wish U Had Me Back” | Howard Benson, Lzzy Hale, Bobby Huff                              | 3:43    |  |
| 4.              | „Innocence”                | Howard Benson, Lzzy Hale, Ben Moody                               | 3:16    |  |
| 5.              | „Familiar Taste of Poison” | David Bassett, Howard Benson, Lzzy Hale, David Ivory              | 4:04    |  |
| 6.              | „I'm Not an Angel”         | Howard Benson, Lzzy Hale, Kara DioGuardi, Marti Frederiksen       | 3:15    |  |
| 7.              | „What Were You Expecting?” | Howard Benson, Lzzy Hale, John Lowery, James Michael              | 3:34    |  |
| 8.              | „Love/Hate Heartbreak”     | Howard Benson, Lzzy Hale, Tommy Henriksen, Trevor Lukathor        | 3:19    |  |
| 9.              | „Better Sorry Than Safe”   | Lzzy Hale, Cody Hanson, Brian Howes                               | 3:12    |  |
| 10.             | „Dirty Work”               | Gavin Brown, Lzzy Hale, Kara DioGuardi                            | 3:17    |  |
| 11.             | „Nothing to Do with Love”  | David Bassett, Howard Benson, Lzzy Hale                           | 3:30    |  |
| Lungime totală: | Lungime totală:            | Lungime totală:                                                   | 37:09   |  |

| Melodiile bonus ale Ediției iTunes/Amazon |                          |         |  |
| Nr.                                       | Titlu                    | Lungime |  |
| 12.                                       | „Tell Me Where It Hurts” | 3:48    |  |
| 13.                                       | „Conversation Over”      | 3:05    |  |
| 14.                                       | „Dirty Mind”             | 3:18    |  |
| Lungime totală:                           | Lungime totală:          | 47.20   |  |

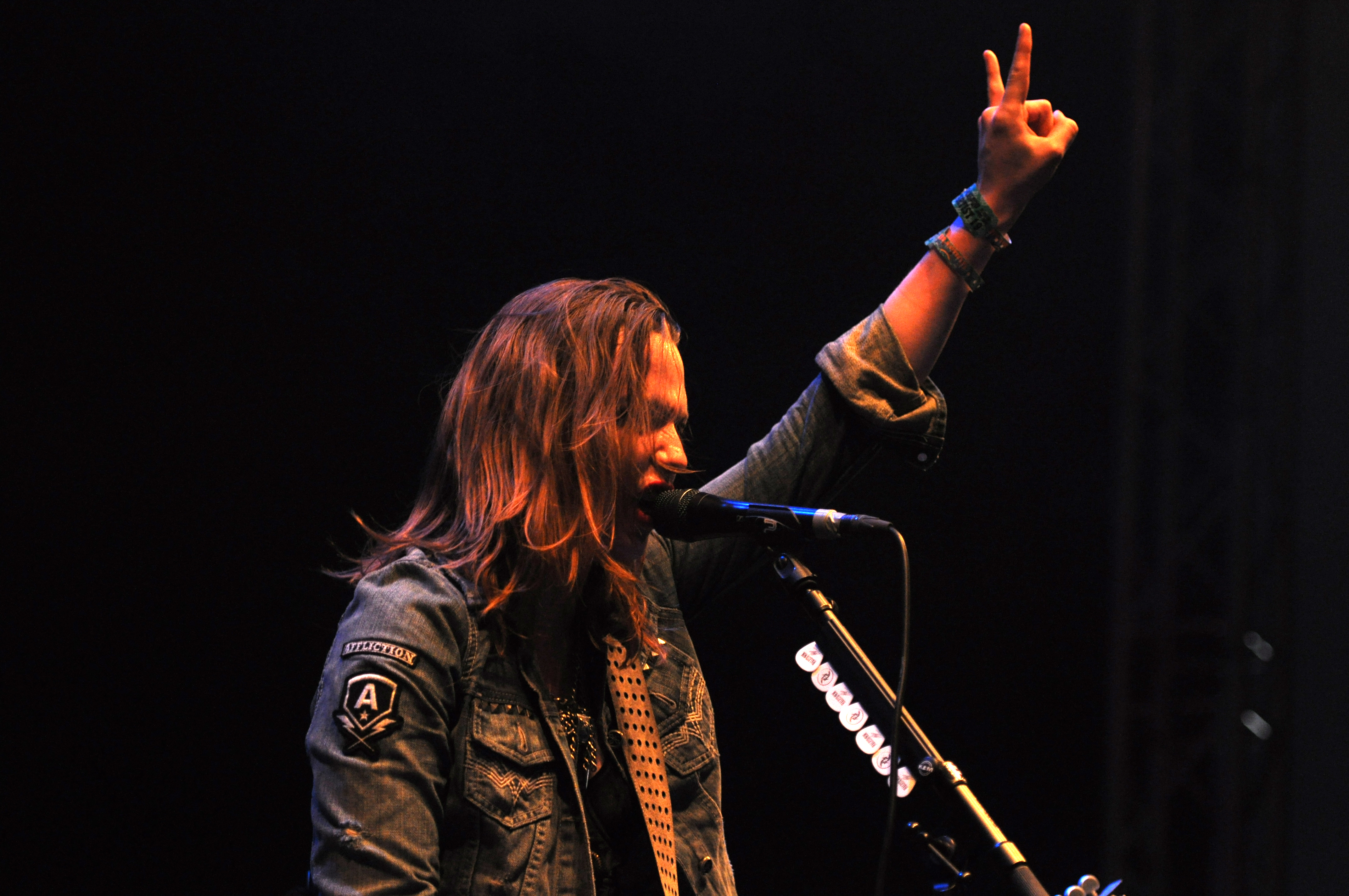
Lzzy, voce și chitară și pian

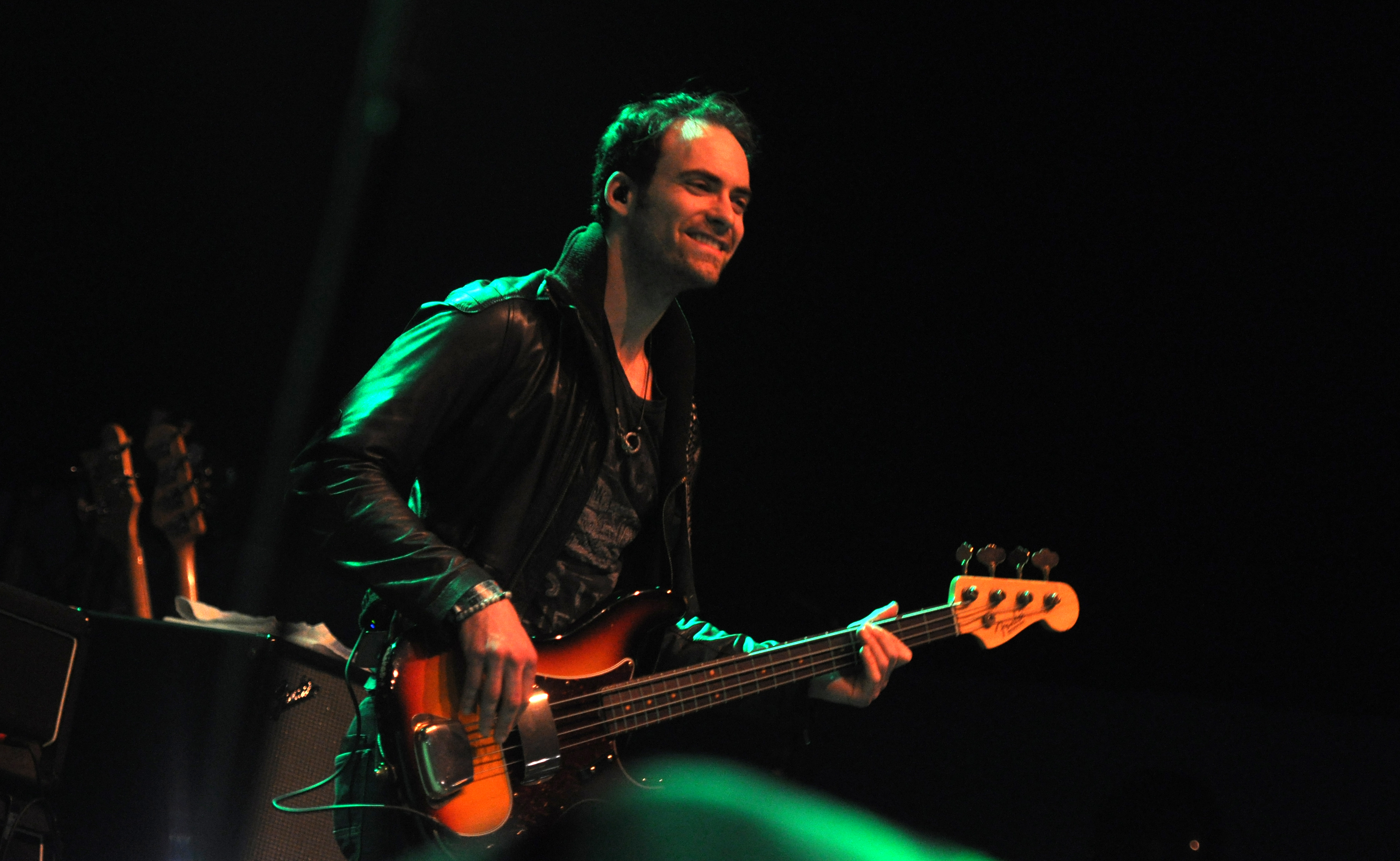
Josh Smith, chitară bas

Poziția albumului în diferite clasamente:
| Clasament (2009)        | Poziția |
| ----------------------- | ------- |
| US Billboard 200        | 40      |
| US Top Rock Albums      | 11      |
| US Top Hard Rock Albums | 4       |
| Greek Albums Chart      | 33      |

### The Strange Case Of...
Este al doilea album al trupei, produs tot de Howard Benson. Primul single de pe album, Love Bites (So Do I), a câștigat un Premiu Grammy. Patru cântece ale albumului au fost lansate înainte de realizarea lui în EP-ul  Hello, It's Mz. Hyde . Ediția Deluxe a albumului conține trei melodii bonus. Pentru melodia Here's to Us a fost realizată o nouă versiune care a fost adăugată albumului în 2013. Membrii trupei au declarat că fiecare melodie a albumului are o semnificație. De exemplu, I Miss the Misery a fost scrisă pentru a vorbi despre divorțul părinților lui Lzzy și Arejay, Beautiful With You vorbește despre sentimentele pe care le are Lzzy pentru ceilalți membri, iar Mz. Hyde evidențiază faptul că membrii trupei au două personalități, una care se dezlănțuie în timpul concertelor. 
Single-uri de pe album:
- Love Bites (So Do I)

Lansat: 24 ianuarie 2012
- I Miss the Misery

Lansat: 22 iulie 2012
- Freak Like Me

Lansat: 8 ianuarie 2013
- Here's To Us

Lansat: 14 mai 2013
Melodiile albumului: 
| Nr.             | Titlu                                       | Autor(i)                                      | Lungime |  |
| 1.              | „Love Bites (So Do I)”                      | Lzzy Hale, Dave Bassett                       | 3:11    |  |
| 2.              | „Mz. Hyde”                                  | Hale, Scott Stevens                           | 3:22    |  |
| 3.              | „I Miss the Misery”                         | Hale, Christine Danielle Connolly, Stevens    | 3:03    |  |
| 4.              | „Freak Like Me”                             | Hale, Johnny Andrews, Rob Graves              | 3:38    |  |
| 5.              | „Beautiful with You”                        | Hale, Nina Ossoff, Dana Calitri, Maria Sommer | 3:16    |  |
| 6.              | „In Your Room”                              | Hale, Zachary Maloy                           | 2:46    |  |
| 7.              | „Break In”                                  | Hale, Aimée Proal, Graves, Mark L. Holman     | 4:45    |  |
| 8.              | „Rock Show”                                 | Hale, Julian Emery, Jim Irvin                 | 3:19    |  |
| 9.              | „Daughters of Darkness”                     | Hale, Blair Daly                              | 3:55    |  |
| 10.             | „You Call Me a Bitch Like It's a Bad Thing” | Hale, Ossoff, Caltri, [Martin Briley          | 3:11    |  |
| 11.             | „American Boys”                             | Hale, Robert Huff                             | 3:28    |  |
| 12.             | „Here's to Us”                              | Hale, Toby Gad, Danielle Brisebois            | 2:57    |  |
| Lungime totală: | Lungime totală:                             | Lungime totală:                               | 40:56   |  |

| Melodiile bonus ale Ediției Deluxe |                                                     |                                       |         |  |
| Nr.                                | Titlu                                               | Autor(i)                              | Lungime |  |
| 13.                                | „Don't Know How to Stop”                            | Hale, Emery, Irvin, Jason Keith Perry | 3:55    |  |
| 14.                                | „Private Parts" (feat. James Michael of Sixx:A.M.)” | Hale, James Michael                   | 3:59    |  |
| 15.                                | „Hate It When You See Me Cry”                       | Hale                                  | 3:11    |  |
| Lungime totală:                    | Lungime totală:                                     | Lungime totală:                       | 52:01   |  |

| Melodiile bonus ale Ediției din Japonia (melodiile din ReAniMate:The CoVeRs eP) |                                                      |                                                     |         |  |
| Nr.                                                                             | Titlu                                                | Autor(i)                                            | Lungime |  |
| 13.                                                                             | „"Slave to the Grind" (Skid Row cover)”              | Sebastian Bach, Rachel Bolan, Dave "The Snake" Sabo | 3:31    |  |
| 14.                                                                             | „"Bad Romance" (Lady Gaga cover)”                    | Stefani Germanotta, Nadir Khayat                    | 4:08    |  |
| 15.                                                                             | „"Hunger Strike" (Temple of the Dog cover)”          | Chris Cornell                                       | 4:14    |  |
| 16.                                                                             | „"Out Ta Get Me" (Guns 'N' Roses cover)”             | Guns 'N' Roses                                      | 4:15    |  |
| 17.                                                                             | „"All I Wanna Do Is Make Love to You" (Heart cover)” | Robert John "Mutt" Lange                            | 5:02    |  |
| 18.                                                                             | „"I Want You (She's So Heavy)" (The Beatles cover)”  | John Lennon                                         | 6:49    |  |
| Lungime totală:                                                                 | Lungime totală:                                      | Lungime totală:                                     | 72:53   |  |

| Melodiile bonus ale Ediției de Reeditare |                                |                      |         |  |
| Nr.                                      | Titlu                          | Autor(i)             | Lungime |  |
| 13.                                      | „Here's to Us (Guest version)” | Hale, Gad, Brisebois | 3:15    |  |
| Lungime totală:                          | Lungime totală:                | Lungime totală:      | 44:11   |  |

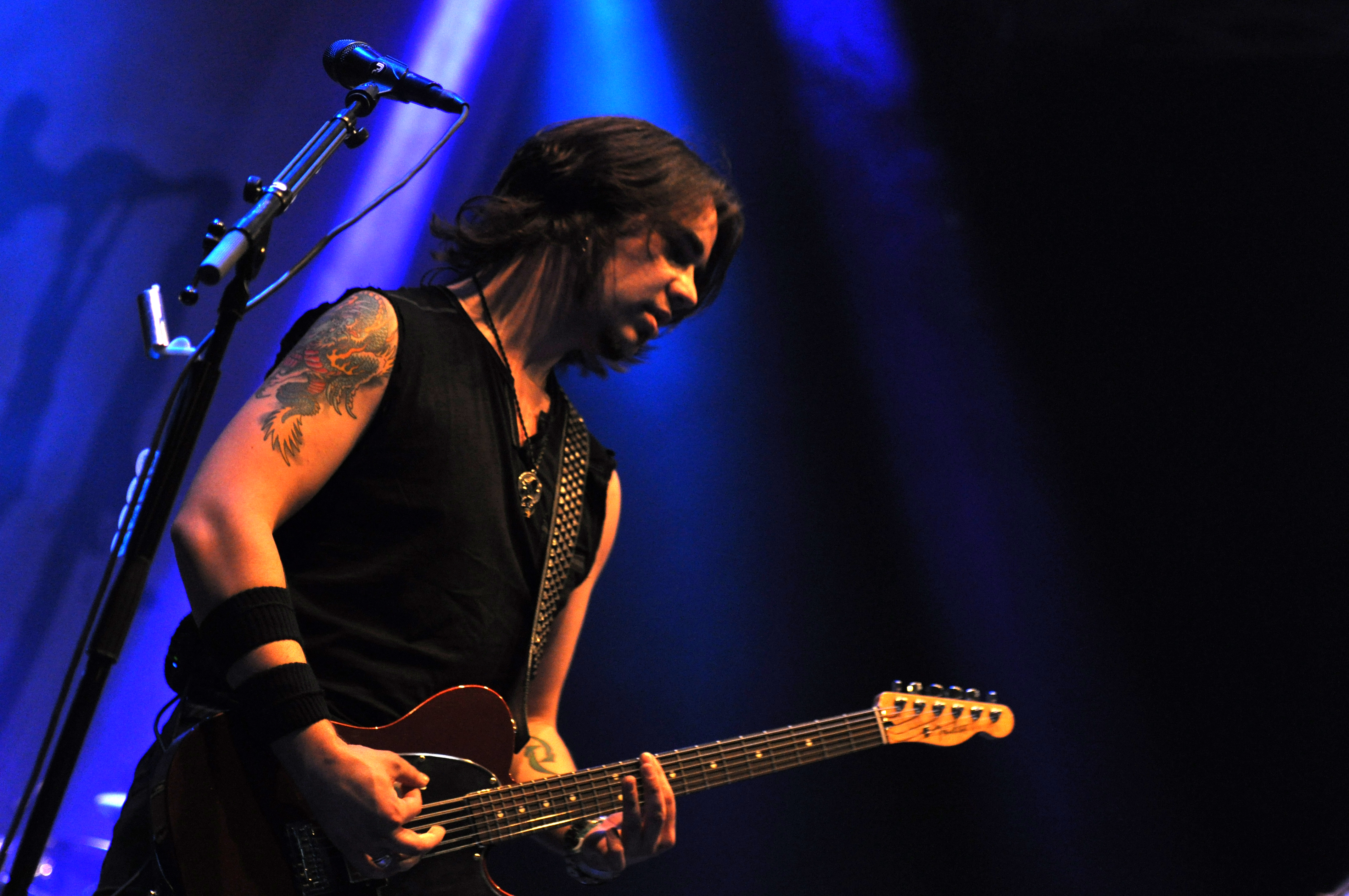
Joe Hottinger, chitară

Poziția albumului în diferite clasamente:
| Clasament (2012)         | Poziția |
| ------------------------ | ------- |
| UK Albums Chart          | 49      |
| UK Rock Chart            | 2       |
| Japanese Albums Chart    | 52      |
| US Billboard 200         | 15      |
| US Top Rock Albums       | 7       |
| US Hard Rock Albums      | 1       |
| US Alternative Albums    | 6       |
| US Top Digital Albums    | 15      |
| US Top Tastemaker Albums | 21      |